# ユア・スクリーン・ミュージック
『ユア・スクリーン・ミュージック』とは、FM FUKUOKA制作・FMQリーグで1970年7月4日から2009年3月28日まで放送された映画音楽番組である。九州電力の一社提供。

## 番組概要
映画音楽を題材とした番組で、FM FUKUOKAが開局した1970年7月4日より放送開始。番組当初は『思い出の映画音楽』（おもいでのえいがおんがく）というタイトルで、放送時間は日曜日の昼だった。その後現在のタイトルに変更した。2009年3月28日をもって最終回を迎え、39年間にわたる歴史に幕を閉じた。後番組は当番組の流れを受け継ぐ『シネマフル・ライフ』（※2021年9月、秋の改編に伴い終了）。
2020年6月1日（5月31日深夜） 3:00 - 3:30にFM FUKUOKA開局50周年記念番組として11年ぶりに復活。パーソナリティは宇野が務めた。

## パーソナリティ
- 塚本博通[2]
- 村本陽一[3]
- 宇野由紀子（1983年 - 放送終了）

## 放送時間
- 日曜日 14:00 - 15:00（放送開始 - 不明）[2]
- 日曜日 13:00 - 14:00（不明 - 1980年代）[3]
- 土曜日 11:00 - 11:55（1980年代 - 放送終了）

## 放送局
- FM FUKUOKA（制作局）
- FM Nagasaki - 1982年10月開局より
- JOY FM - 1984年12月開局より
- FMK - 1985年11月開局より
- Air-Radio FM88 - 1991年10月より
- FMS - 1992年4月開局より
- μFM - 1992年10月開局より